# ملتهمة الهيدروجين المجرورية
ملتهمة الهيدروجين المجرورية (الاسم العلمي: Hydrogenophaga defluvii) هي نوع من البكتيريا، سلبية الغرام، تتبع جنس ملتهمة الهيدروجين.